# Reta Vortaro

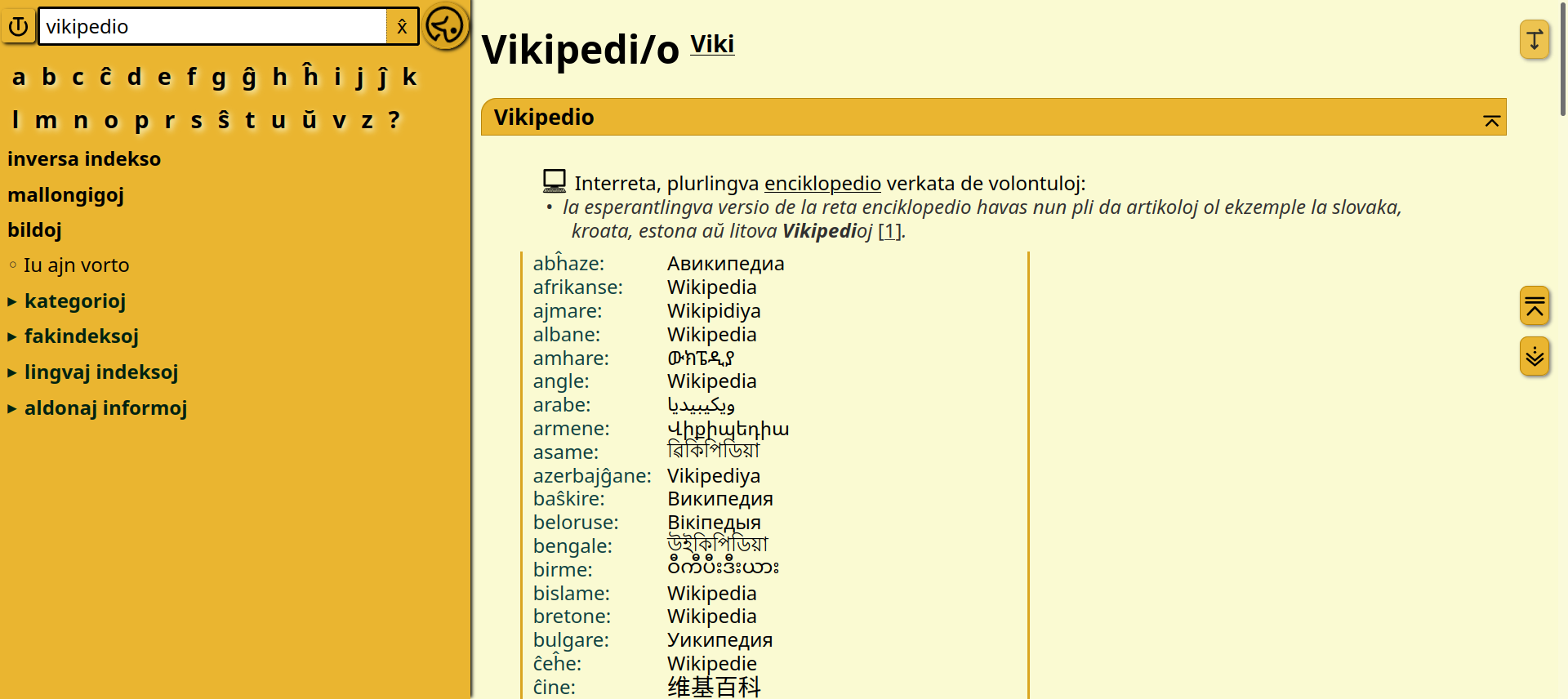
Schermafbeelding van de website onder Mozilla Firefox.

Reta Vortaro (vaak bekend onder de Esperanto-afkorting ReVo) is een online meertalig Esperanto-woordenboek voor algemeen gebruik. Alle woorden in het woordenboek zijn gedefinieerd in het Esperanto, samen met aanvullende informatie, zoals voorbeeldzinnen en vertalingen.

## Geschiedenis
Het project is eind 1997 van start gegaan. Oorspronkelijk was het de bedoeling een elektronische versie te maken van het enorme woordenboek Plena Ilustrita Vortaro de Esperanto (PIV), maar door gebrek aan belangstelling van de kant van de PIV-redacteuren, gedeeltelijk door de bezorgdheid in die tijd over het schaden van de verkoop van de gedrukte exemplaren, is het project zich gaan richten op het maken van een afzonderlijk woordenboek voor internetgebruik. Een van de belangrijkste bronnen is de Plena Vortaro de Esperanto (1930, met het supplement van Gaston Waringhien uit 1953).

## Bewerken
Bijdragen worden gedaan met behulp van een e-mailserver, waarvoor iedereen zich kan registreren. Lexicale items worden geformuleerd in XML. Redactionele discussies vinden plaats op de mailinglijst. De inhoud en de hulpmiddelen zijn uitgebracht onder de GNU General Public License (GPL).